# Ernest Page
 (octobre 2024).
Ernest Page, né le 3 mai 1888 à Saint-Vincent et mort le 24 février 1969 à Aoste, est un avocat et homme politique italien de la première moitié du XXe siècle, originaire de la Vallée d'Aoste, qui est l'un des membres fondateurs de l'Union valdôtaine.

## Biographie
Né dans une très ancienne famille de Saint-Vincent. Après ses études au lycée d'Aoste, il obtient une Licence en droit à l'université de Turin. Officier d'Artillerie pendant la Grande Guerre de 1915-1918 il reçoit la Croix de Guerre italienne. Assesseur communal d'Aoste en 1920. En 1941 il est un des fondateurs du « Comité de Libération Valdôtain » et deux ans après il participe à la réunion de Chivasso avec Émile Chanoux le 19 décembre 1943, et fut séparatiste, en 1944-45.
Il est l'un des membres fondateurs de l'Union valdôtaine et membre du premier Conseil de la Vallée d'Aoste. Élu assesseur régional à l'instruction publique de 1945 à 1948, et sénateur de la République de 1948 à 1952. Il œuvre pour inculquer aux jeunes générations le culte de la petite Patrie, comme les Valdôtains définissent leur région, et de la langue française.
Il lutte pour que la région obtienne de l'État la concession des eaux. En tant que membre et vice-président de l'Académie Saint-Anselme, il s'occupe de la réédition d'œuvres d'auteurs valdôtains dont l'Historique de la Vallée d'Aoste de Jean-Baptiste de Tillier.
L'attachement d'Ernest Page à la langue française et à la Vallée d'Aoste est une constante de toute sa vie. Vice-président de la Ligue valdôtaine, il est l'un des premiers membres de la Jeune Vallée d'Aoste, les deux mouvements les plus importants, défendant l'identité valdôtaine et la langue française à l'époque fasciste.

## Décorations
- Croix du Mérite de guerre[réf. nécessaire]